# Signoria di Parchim-Richenberg
La Signoria di Parchim-Richenberg era uno stato del Sacro Romano Impero esistito fra il 1229 (o 1233) ed il 1355, situato nella parte meridionale dell'attuale lander tedesco del Meclemburgo-Pomerania Anteriore.

## Storia
La signoria di Parchim-Richenberg fu istituita intorno al 1230 e seguito della prima partizione del Meclemburgo effettuata dai figli di Enrico Borwin II per suddividere fra loro il territorio del Meclemburgo ereditato dal padre alla sua morte. Da questa operazione nacquero quindi, accanto al Meclemburgo propriamente detto, le signorie di Parchim-Richenberg, Rostock e Werle.
Il primo, ed unico, signore di Parchim fu Pribislao I, il figlio più giovane di Enrico Borwin II. Al momento della partizione Pribislao era ancora molto giovane, pertanto la sua signoria fu gestita fino al 1238 da suo fratello maggiore Giovanni I di Meclemburgo.
Raggiunta la maggiore età Pribislao iniziò a governare il territorio da solo. Nel 1247 ebbe una disputa territoriale con il conte di Schwerin che venne risolta con la cessione da parte sua dei territori di Brenz.
Intorno al 1250 Pribislao iniziò una disputa con il vescovo Rudolf I di Schwerin, dapprima per una questione di pagamento di decime e poi per una questione territoriale. Nel 1252, quando il vescovo iniziò la costruzione di un castello nei pressi di Bützow, proprio sul confine con la Signoria di Parchim-Richenberg, Pribislao vide questa operazione come una minaccia nei suoi confronti e attaccò ed incendiò il castello, prendendo prigioniero il vescovo e rinchiudendolo poi nel suo castello di Richenberg. Il vescovo fu poi rilasciato dietro il pagamento di un modesto riscatto e della promessa che non avrebbe proseguito la costruzione. Ma Rudolf non dimenticò l'insulto subito e cercò e trovò il modo di vendicarsi. Egli, attraverso le sue lamentele, portate sia all'imperatore che al papa, ottenne che Pribislao fosse dichiarato fuorilegge da un bando imperiale e scomunicato dal Papa.
Nel 1255 Pribislao fu deposto, la signoria cessò di esistere ed i suoi territori furono suddivisi fra la contea di Schwerin, il Meclemburgo e la signoria di Werle.

## Territorio

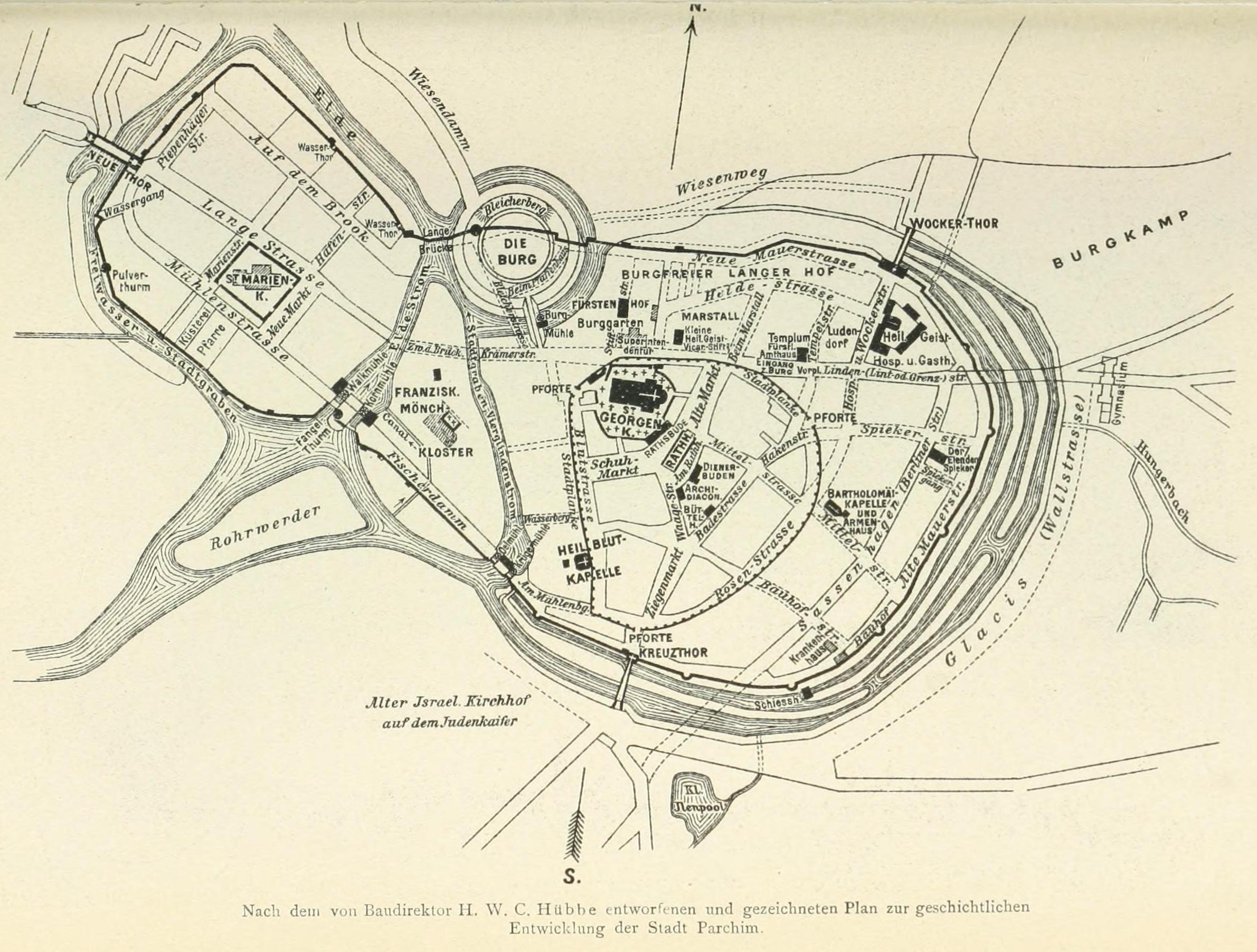
Ricostruzione della pianta di Parchim in epoca medioevale

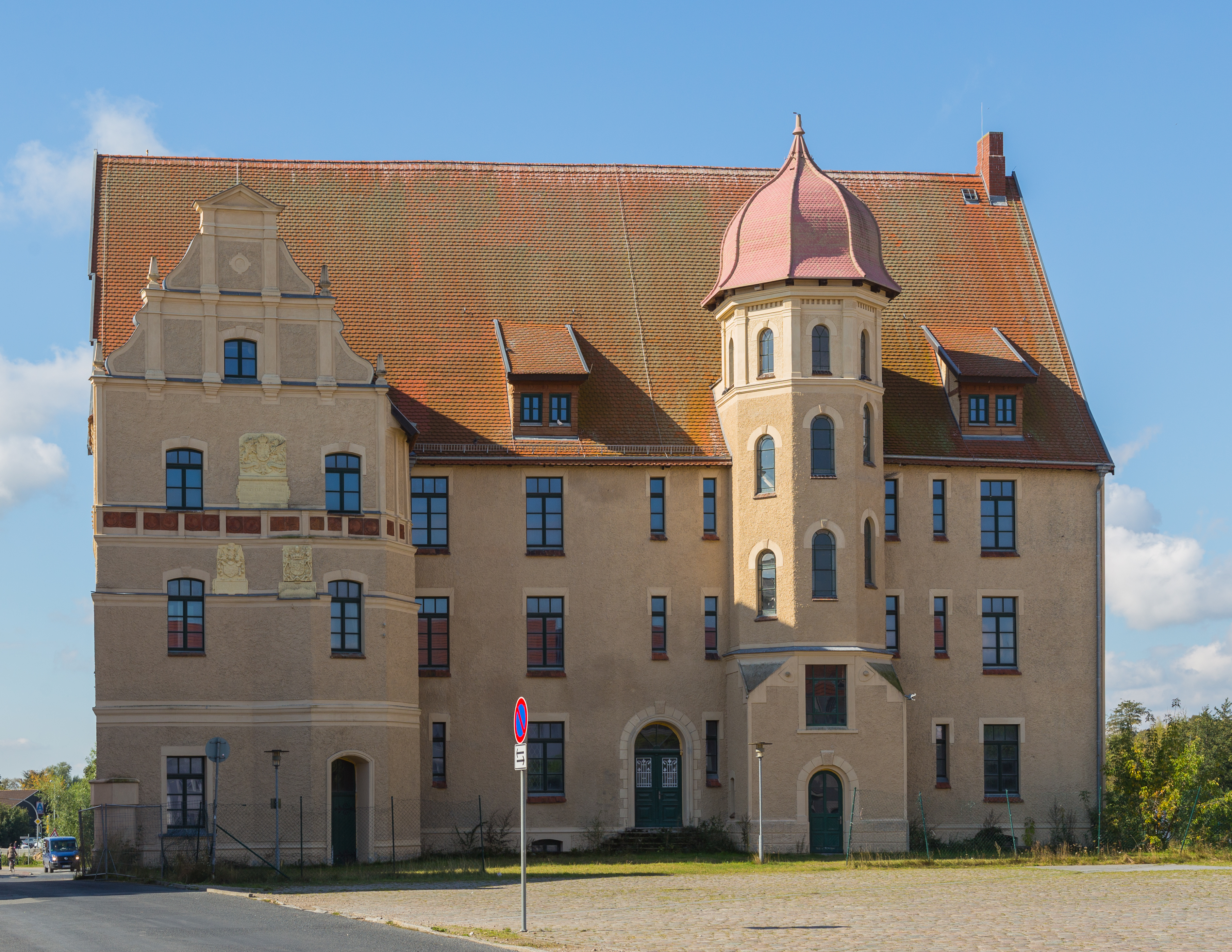
Castello di Bützow (2017)

La Signoria di Parchim-Richenberg occupava una zona di territorio nella parte centrale del Meclemburgo meridionale che confinava con la contea di Schwerin a ovest, il Meclemburgo a nord, la Signoria di Werle a est e la Marca di Brandeburgo a sud.
La signoria prendeva il nome dalla sua capitale, Parchim. Successivamente dopo il trasferimento della sede signorile nel castello di Richenberg a Kritzow sul Warnow (presso l'attuale Langen Brütz), divenne Signoria di Parchim-Richenberg. Comprendeva, oltre ai suddetti territori, Brenz, Plau, l'area rurale di Ture (presso Lübz), Goldberg, Sternberg.

## Signori
|                                                                        |                                                                        |                                                                 |                                        |                                      |                                      |
|                                                                        |                                                                        | Signoria di Parchim-Richenberg ~1229-1255 Pribislao I 1229-1255 |                                        |                                      |                                      |
|                                                                        |                                                                        |                                                                 |                                        |                                      |                                      |
|                                                                        |                                                                        |                                                                 |                                        |                                      |                                      |
| suddivisa fra · Contea di Schwerin · Meclemburgo · Signoria di Werle · | suddivisa fra · Contea di Schwerin · Meclemburgo · Signoria di Werle · | Pribislao II Lord di Białogard (†1316)                          | Pribislao II Lord di Białogard (†1316) | Pribislao III Lord di Wollin (†1289) | Pribislao III Lord di Wollin (†1289) |